# Abel Thermeus
Abel Thermeus est un footballeur international haïtien né le 19 janvier 1983 à Montreuil-sous-Bois.

## Biographie
Formé à l'AS Monaco mais ne disputant aucun match avec l'équipe première, ce francilien de naissance retourne dans sa région natale en 2004 en signant son premier contrat professionnel à l'US Créteil, alors en Ligue 2, afin de remplacer numériquement Cédric Sabin, parti au CS Sedan, dans l'effectif val-de-marnais. Cependant, Jean-Michel Cavalli, l'entraîneur de l'USC qui l'avait fait venir, quitte le club à la surprise générale une semaine avant le début du championnat. L'entraîneur intérimaire, Jean-Michel Bridier, n'utilise Thermeus qu'en tant que remplaçant : c'est sous ses ordres qu'il joue ses trois seuls matches de Ligue 2 avec le club val-de-marnais, pour un temps de jeu cumulé de 41 minutes. L'arrivée de Guy David début septembre condamne définitivement le jeune franco-haïtien de 21 ans, qui ne rejoue plus jamais avec l'équipe une car il n'est que 5e attaquant derrière Rui Pataca, Rogerio Moreira, Amadou M'Bodji et Ali Boulebda.
Il est prêté au Motherwell FC en 2005, équipe évoluant en première division écossaise, où il obtient le surnom de The Flask (jeu de mots entre son nom de famille et une thermos). Il se « distingue » en étant expulsé lors d'un match contre le Kilmarnock FC. Il ne reste en Écosse qu'une saison puis signe pour la réserve du Levante UD, avec laquelle il reste deux saisons. C'est alors qu'il joue en Espagne qu'il débute avec la sélection haïtienne.
En 2008, il s'engage avec l'un des plus grands clubs hongrois : le Debrecen VSC. Avec le club du Hajdú-Bihar, il remporte un titre de champion de Hongrie au cours de sa seule saison en Hongrie. À l'issue de cette saison, il est sélectionné dans le groupe pour la Gold Cup 2009 avec Haïti et rentre même en jeu contre les États-Unis lors de la 2e journée de la phase de poules.
En 2010, il souhaite revenir en France et effectue un essai à Grenoble. Il signe cependant à l'Atromitos Yeroskipou, club chypriote. Après avoir disputé 16 matches pour 7 buts, il résilie à l'amiable son contrat et effectue un essai avec l'UJA Alfortville, alors en National, en janvier 2011.

## Carrière
- 2000-2004 :  AS Monaco (réserve)
- 2004-2005 :  US Créteil
- 2005-2006 :  Motherwell FC
- 2006-2008 :  Levante UD (réserve)
- 2008-2009 :  Debrecen VSC
- 2010 :  Atromitos Yeroskipou[6]

## Palmarès
- Champion de Hongrie en 2009 avec Debrecen